# Storia del Kirghizistan

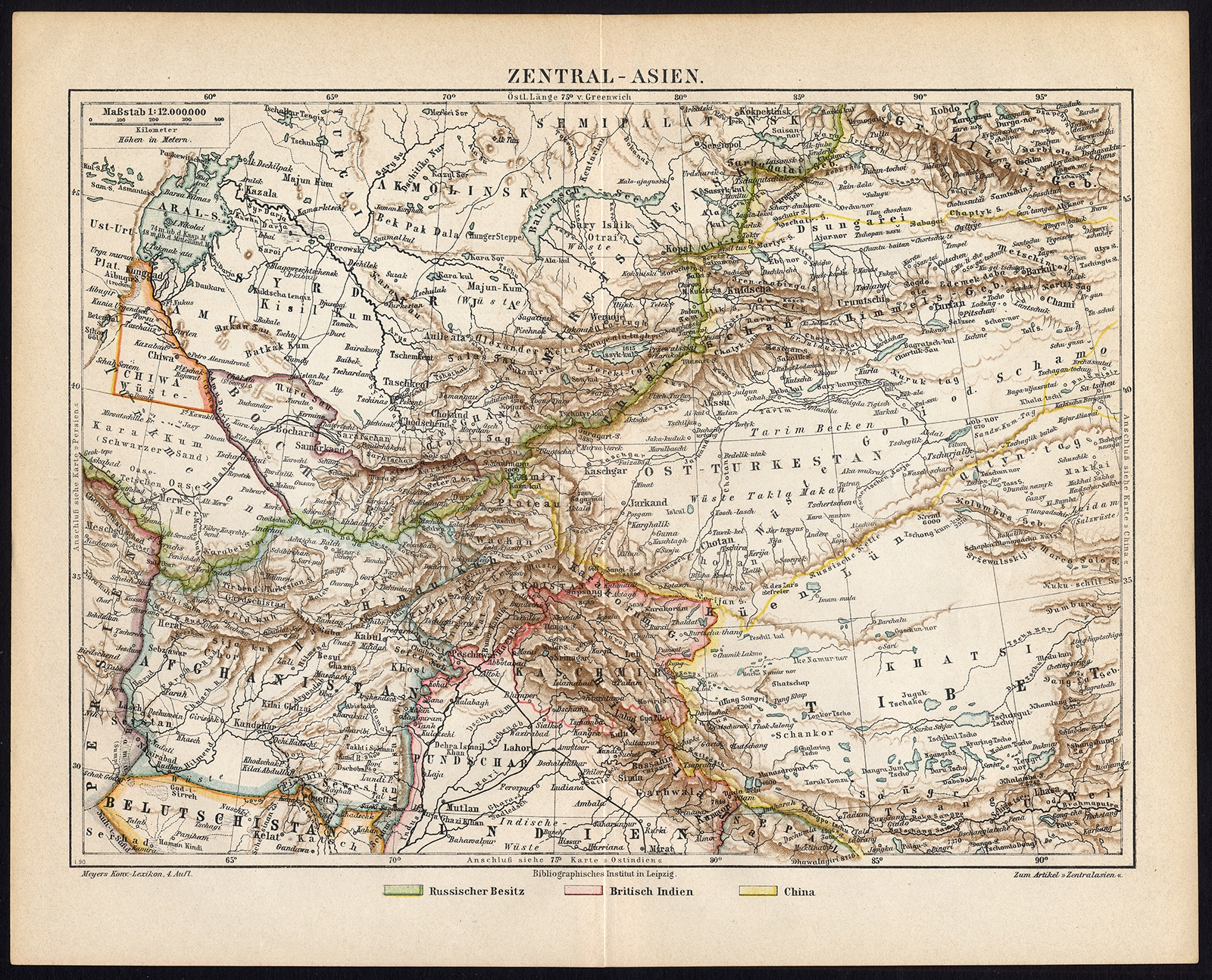
Mappa storica dell'Asia centrale che mostra il Kirghizistan (mappa circa 1885-1890)

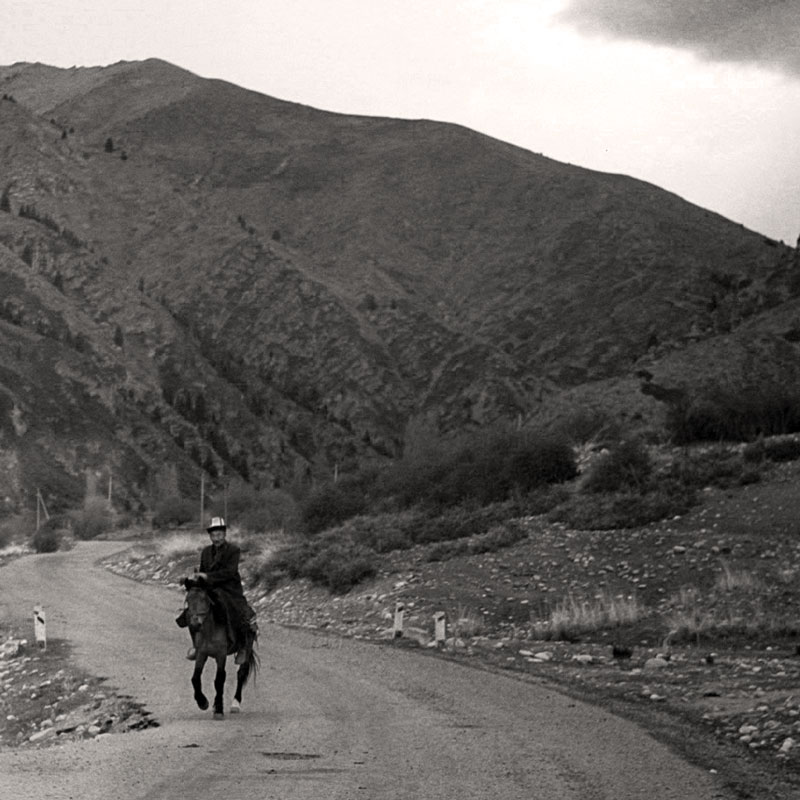
Uomo a cavallo in Kirghizistan (1995)

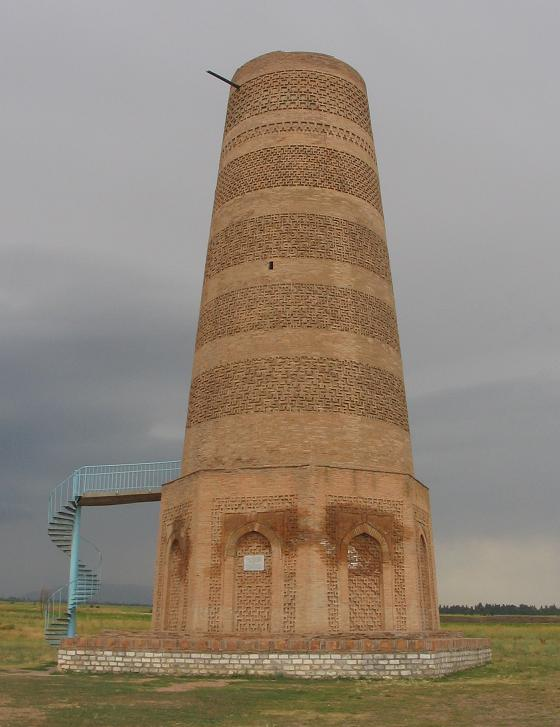
La Torre di Burana a Balasagun (XI secolo).

La storia del popolo kirghiso e della terra ora chiamata Kirghizistan risale a più di 2.000 anni fa. Sebbene geograficamente isolato dalla sua posizione montuosa, ha avuto un ruolo importante come parte della storica rotta commerciale della Via della Seta . Per un certo periodo fu governato da Göktürks, dall'Impero uiguro e dal popolo Kitai, prima di essere conquistata dai Mongoli nel XIII secolo; successivamente riacquistò l'indipendenza ma fu invasa dai Calmucchi, Manciù e Uzbeki . Nel 1876 divenne parte dell'Impero russo, rimanendo in URSS come Repubblica Socialista Sovietica Kirghiza dopo la Rivoluzione Russa . A seguito delle riforme democratiche di Michail Gorbačëv nell'URSS, nel 1990 il candidato pro-indipendenza Askar Akayev venne eletto presidente della RSS. Il 31 agosto 1991 il Kirghizistan dichiarò l'indipendenza da Mosca e successivamente fu istituito un governo democratico.

## Storia antica
Gli strumenti di pietra trovati nelle montagne del Tian Shan indicano la presenza della società umana nell'attuale Kirghizistan tra i 200.000 e i 300.000 anni fa. I primi documenti scritti di una civiltà nell'area occupata dal Kirghizistan compaiono nelle cronache cinesi a partire dal 2000 a.C.

## Origini del popolo kirghiso
Lo Yenisei Kirghiz viveva nella valle del fiume Yenisey, nella Siberia centrale. Fonti cinesi del II secolo a.C. e fonti musulmane del VII-XII secolo d.C. descrivono il Kirghizo come un uomo dai capelli rossi con carnagione chiara e occhi verdi (o blu). Apparsi per la prima volta nei registri cinesi Storici come Gekun o Jiankun (鬲 昆 o 隔 昆), e in seguito come parte delle tribù Tiele, passarono sotto il dominio dei Göktürk e degli Uiguri . Più tardi il Kirghizistan fece parte dell'impero Kusana durante il buddismo. Il primo stato kirghiso raggiunse la sua massima espansione dopo aver sconfitto il Khaganato uiguro nell'840. Quindi i Kirghizi si spostarono rapidamente fino alla zona del Tian Shan e mantennero il loro dominio su questo territorio per circa 200 anni. Nel XII secolo, tuttavia, la dominazione kirghisa si era ridotta alla catena montuosa dell'Altay e alle montagne Sayan a seguito della crescente espansione mongola . Con l'ascesa dell'Impero mongolo nel XIII secolo, i Kirghizi emigrarono a sud. Giovanni da Pian del Carpine, un inviato dello Stato Pontificio, e Guglielmo di Rubruck, un inviato della Francia, scrissero della loro vita sotto i Mongoli. Vari popoli turchi li governarono fino al 1685, quando passarono sotto il controllo degli Oirati ( Zungari ).
Il 63% degli abitanti attuali del Kirghizistan porta l'aplogruppo R1a1 (Y-DNA), paragonabile alla prevalenza dell'aplogruppo tra i Tagiki (64%).

## Primo medioevo

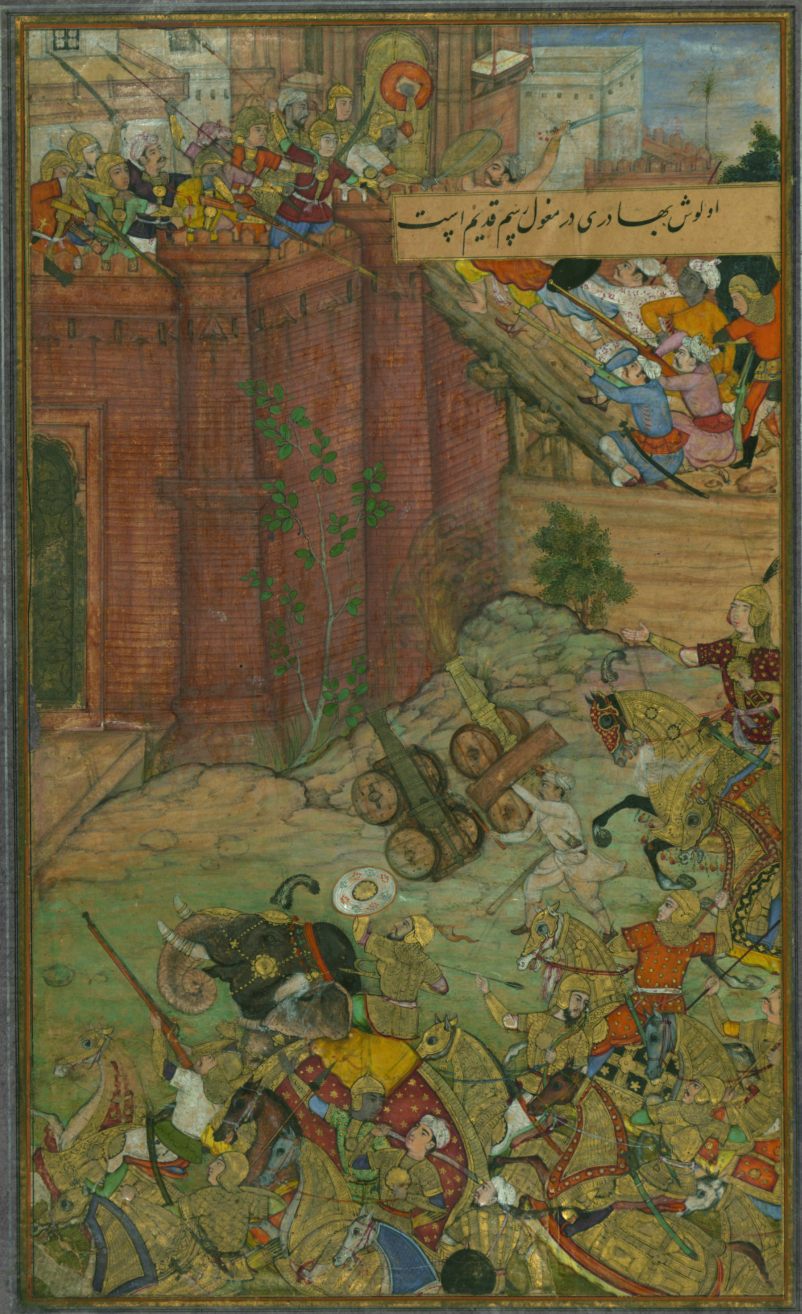
L'assedio e la battaglia di Isfarah. Babur e il suo esercito assaltano la fortezza di Ibrāhīm Sārū (dipinto intorno al 1589-90)

I primi turchi a formare uno stato nel territorio dell'Asia centrale (incluso il Kirghizistan) furono Göktürk o Kök-Türks. Conosciuti nelle fonti cinesi medievali come Tujue (突厥 tú jué), i Göktürk sotto la guida di Bumin / Tuman Khan / Khaghan e i suoi figli stabilirono il primo stato turco noto intorno al 552 nell'area generale del territorio che era stata precedentemente occupata dagli Xiongnu, e si espansero rapidamente fino a dominare ampi territori in Asia centrale. I Göktürk si divisero in due Khanati rivali, di cui quello occidentale si disintegrò nel 744.
Il primo regno ad emergere dal khanato di Göktürk fu l'impero buddista uiguro che fiorì nel territorio che comprendeva gran parte dell'Asia centrale dal 740 all'840 d.C.
Dopo che l'impero uiguro si disintegrò, un ramo degli uiguri emigrò negli insediamenti delle oasi nel Bacino di Tarim e Gansu, come Gaochang (Karakhoja) e la città di Hami (Kumul), e istituì una confederazione di stati buddisti decentralizzati chiamata Kara-Khoja. Altri, per lo più strettamente legati agli Uiguri (i Qarluq ), occupando il bacino occidentale di Tarim, la valle di Ferghana, la Zungaria e parti del moderno Kazakistan al confine con il Sultanato musulmano turco-tagiko della Corasmia, convertiti all'Islam entro il X secolo e costruito una federazione con le istituzioni musulmane chiamate Kara-Khanlik, le cui dinastie principesche sono chiamate Karakhanidi dalla maggior parte degli storici. La sua capitale, Balasagun, fiorì come centro culturale ed economico.
Il clan principesco Qarluq islamizzato, il Balasagunlu Ashinalar (o Karakhanide ) gravitò verso la zona culturale islamica persiana dopo che la loro autonomia politica e la sovranità sull'Asia centrale furono assicurate nel corso del IX-X secolo.
Man mano che diventavano sempre più persianizzati, si stabilirono nei centri sedentari più indo-iraniani come il Kashgar, e si staccarono dalle tradizioni nomadi dei compagni Qarluqi, molti dei quali conservarono elementi culturali del Khanato Uhanghur.
Il principato si indebolì notevolmente all'inizio del XII secolo e il territorio del Kirghizistan moderno fu conquistato dal popolo mongolo Khitai . Il Khanato Kara-Khitan (cinese tradizionale: 西遼; cinese semplificato: 西辽; pinyin: Xī Liáo, 1124–1218), noto anche come Liao occidentale, fu fondato da Yelü Dashi (耶律大石) che guidò circa 100.000 Khitani rimasti dopo essere sfuggiti alla conquista della Dinastia Jin del loro paese natale, la dinastia Khitan.
La conquista Khitay dell'Asia centrale può quindi essere vista come una lotta interna della tribù nomade Qarluq, giocata come conflitto dinastico tra le élite buddiste Khitay conquistatrici e i principi che difendevano i Kara-Khanidi, con conseguente soggiogamento di questi ultimi da parte dei primi, e nella sottomissione dei musulmani Qarluqi da parte dei loro parenti Nestoriani / Buddisti.

## La dominazione mongola
L'invasione mongola dell'Asia centrale nel XIII secolo ha devastato il territorio del Kirghizistan, costando ai suoi cittadini la loro indipendenza e la loro lingua scritta. Il figlio di Gengis Khan, Juche, conquistò le tribù kirghise della regione di Yenisey, che a quel tempo si erano unite. Allo stesso tempo, l'area dell'attuale Kirghizistan era un collegamento importante nella Via della Seta, come attestano le numerose lapidi Nestoriane . Per i successivi 200 anni, il Kirghizistan rimase sotto l'Orda d'oro, il Khaganato Chagatai, gli Oirati e gli Zungari che succedettero a quel regime. La libertà fu riconquistata nel 1510, ma le tribù kirghise furono invase nel XVII secolo dai Kalmyki, a metà del XVIII secolo dai Manchus e all'inizio del XIX secolo dagli Uzbeki.

## Timuridi e Uzbeki
I kirghisi nel nord non furono mai completamente soggiogati da Tamerlano. Nella regione meridionale, tuttavia, le sue conquiste e l'influenza hanno avuto un ruolo unificante. Nel XV secolo, una tribù di uzbeki, originaria dell'Orda d'Oro, arrivò in questa regione.

## L'Impero russo: 1876–1917

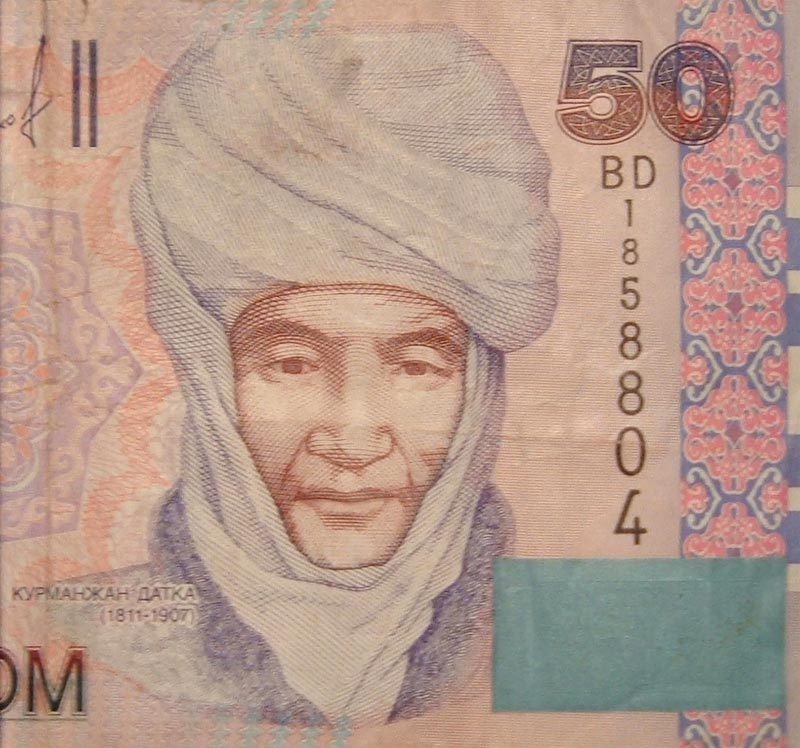
Una banconota da 50 som kirghizi che rappresenta Kurmanjan Datka.

Nel 1775, Atake Tynay Biy Uulu, uno dei capi della tribù Sarybagysh, stabilì i primi legami diplomatici con l'Impero russo inviando i suoi delegati presso Caterina la Grande a San Pietroburgo . All'inizio del XIX secolo, il territorio del Kirghizistan passò sotto il controllo del Khanato di Kokand, ma il territorio fu occupato e annesso formalmente dall'Impero russo nel 1876. L'acquisizione russa suscitò numerose rivolte contro l'autorità zarista e molti Kirghizi optarono per il trasferimento nei Monti Pamir o in Afghanistan . La spietata repressione della ribellione del 1916 in Asia centrale, innescata dall'imposizione russa del progetto militare sul Kirghizistan e su altri popoli dell'Asia centrale, fece sì che molti kirghisi scappassero in Cina. Per l'espansione russa nell'Asia centrale vedere la conquista russa del Turkestan.

## L'era sovietica: 1917-1991
Il potere sovietico fu inizialmente stabilito nella regione nel 1918 e nel 1924 venne creata la Regione autonoma del Kara-Kirghizistan all'interno della RSFSR (il termine "Kara-Kirghizistan" fu usato fino alla metà degli anni '20 dai russi per distinguerli dai kazaki, che erano anche chiamati Kirghizi). Nel 1926 divenne la Repubblica socialista sovietica autonoma Kirghiza. Il 5 dicembre 1936 la Repubblica socialista sovietica Kirghiza (SSR) venne istituita come una Repubblica dell'Unione Sovietica.

Bandiera del Kirghizistan SSR

Durante gli anni '20 il Kirghizistan vide un notevole cambiamento culturale, educativo e sociale. Anche lo sviluppo economico e sociale fu notevole. L'alfabetizzazione aumentò e fu introdotta una lingua letteraria standard. La lingua kirghisa appartiene al gruppo di lingue turche qipčak. Nel 1924 fu introdotto un alfabeto kirghiso a base araba, che venne sostituito dalla scrittura latina nel 1928. Nel 1941 fu adottata la scrittura cirillica. Molti aspetti della cultura nazionale kirghisa furono mantenuti nonostante la repressione dell'attività nazionalista sotto Joseph Stalin, che controllò l'Unione Sovietica dalla fine degli anni 1920 fino al 1953.
L'affiliazione religiosa moderna kirghisa è ecletticamente musulmana per la maggioranza della popolazione.
Le culture russe e kirghise differiscono per quanto riguarda la famiglia, l'identità religiosa e la struttura sociale. Il Kirghizistan è un paese in transizione. L'attuale dilemma sociale è emerso dall'organismo di controllo che si affida principalmente alle etnie russe classiche, ai gruppi etnici kirghisi o turchi che modellano e formano l'infrastruttura del Kirghizistan. Ciò ha comportato un grado di instabilità e caos associati a una transizione sociale.
La struttura sociale del Kirghizistan ancestrale era dominata da tradizioni nomadi, governando filosofie politiche e socializzazione. Quando i gruppi etnici russi furono iniettati nella Repubblica Sovietica del Kirghizistan, il processo di urbanizzazione iniziò e fu principalmente scritto dalle comunità russe collocate all'interno della Repubblica Sovietica, principalmente dalle politiche create dal partito comunista. Non è chiaro il motivo per cui queste politiche vennero create; è chiaro solo che queste politiche hanno costretto i russi a popolare la Repubblica.

### Verso l'indipendenza: 1985-1991
L'11 marzo 1985 Mikhail Gorbachev venne scelto dal Politburo come nuovo segretario generale del Partito comunista dell'Unione Sovietica . Gorbaciov lanciò immediatamente le sue nuove politiche di liberalizzazione della glasnost e della perestrojka, sebbene abbiano avuto un impatto immediato sul clima politico in Kirghizistan. Il 2 novembre 1985 Gorbaciov sostituì Turdakun Usubaliyev, primo segretario del Partito comunista del Kirghizistan, al potere da 24 anni, con Absamat Masaliyev. Alla stampa della repubblica fu permesso di adottare una posizione più liberale e di stabilire una nuova pubblicazione, Literaturny Kyrgyzstan, dall'Unione degli scrittori. I gruppi politici non ufficiali erano vietati, ma diversi gruppi emersi nel 1989 per far fronte a una grave crisi abitativa furono autorizzati a funzionare.
La politica di Gorbachev di separare Partito e Stato iniziò ad avere un impatto a livello di Repubblica Sovietica all'inizio del 1990, quando ogni SSR tenne elezioni competitive per i rispettivi Soviet Supremi legislativi, poco dopo che il PCUS aveva rinunciato al suo "ruolo guida". Ciò significava che il vero potere locale si spostava dalla posizione di leader del partito comunista a quella di presidente del Soviet supremo, il capo di Stato ufficiale della SSR. Tra gennaio e aprile 1990 ciascuno dei leader del Partito Comunista dei cinque stati dell'Asia centrale sovietica assunse la posizione di Presidente del Soviet Supremo nelle rispettive SSR, senza alcuna difficoltà dalle forze di opposizione ancora deboli nella regione.
In Kirghizistan le elezioni del 1990 si sono svolte il 25 febbraio, con una seconda tornata il 7 aprile. Poiché i comunisti erano l'unico partito politico a contestare le elezioni, non sorprende che abbiano ricevuto il 90% dei voti. Absamat Masaliyev il leader comunista è stato votato dal nuovo Parlamento come presidente del Soviet supremo del Kirghizistan il 10 aprile 1990.
Tuttavia gli eventi iniziarono rapidamente a sfuggire al controllo comunista. Il 1º maggio 1990 i gruppi di opposizione hanno tenuto la loro prima grande manifestazione a Frunze in competizione con le celebrazioni del Maggio sanzionate ufficialmente, e il 25-26 maggio 1990 i gruppi di opposizione hanno formato il movimento democratico del Kirghizistan come un blocco di diversi partiti politici anticomunisti, nonché movimenti e organizzazioni non governative. Quindi, il 4 giugno 1990, le tensioni etniche tra Uzbeki e Kirghizi sono emerse nella Regione di Osh, dove gli Uzbeki formano la maggioranza della popolazione. Ne conseguirono scontri violenti e furono introdotti lo stato di emergenza e il coprifuoco. L'ordine non venne ripristinato fino all'agosto 1990.
Il movimento democratico del Kirghizistan si è rapidamente sviluppato in una forza politica significativa con un crescente sostegno in parlamento. Il 27 ottobre 1990, in una vittoria rabbiosa, Askar Akayev, presidente dell'Accademia delle scienze del Kirghizistan e membro del Partito comunista riformista, fu eletto alla presidenza di nuova costituzione che sconfiggeva Absamat Masaliyev, leader del Partito comunista. Il Kirghizistan fu l'unico dei cinque stati dell'Asia centrale sovietica che nel 1990 votò la leadership comunista fuori potere.
Il 15 dicembre 1990, il Soviet Supremo votò per cambiare il nome della repubblica in Repubblica del Kirghizistan. Nel gennaio 1991, Akayev introdusse nuove strutture governative e nominò un governo composto principalmente da politici più giovani e orientati alle riforme. Il 5 febbraio 1991, il nome della capitale, Frunze, fu cambiato in Bishkek.
Nonostante questi passi verso l'indipendenza, le realtà economiche sembravano lavorare contro la secessione dell'Unione Sovietica. In un referendum sulla conservazione dell'URSS, nel marzo 1991, l'88,7% degli elettori approvò una proposta per rimanere parte dell’unione come "rinnovata federazione ".
Il 19 agosto 1991, quando il Comitato di emergenza statale assunse il potere a Mosca, ci fu un tentativo di deporre Akayev in Kirghizistan. Dopo il fallimento del colpo di Stato, la settimana seguente, Akayev e il vicepresidente German Kuznetsov hanno annunciato le loro dimissioni dal Partito Comunista dell'Unione Sovietica (PCUS) e l'intero politburo e il segretariato si sono dimessi. A ciò seguì il voto del Soviet supremo che dichiarò l'indipendenza dall'Unione Sovietica il 31 agosto 1991, diventando la prima delle cinque repubbliche dell'Asia centrale sovietica a staccarsi.

## Indipendenza e presidenza Akayev: 1991-2005
Il Kirghizo è stato annunciato come lingua di stato nel settembre 1991. Nell'ottobre 1991, Akayev ha governato senza opposizione ed è stato eletto presidente della nuova repubblica indipendente a scrutinio diretto, ricevendo il 95% dei voti espressi. Insieme ai rappresentanti di altre sette repubbliche, firmò il Trattato dei nuovi comunisti economici quello stesso mese. Il 21 dicembre 1991, il Kirghizistan è entrato formalmente nel nuovo Comunità degli Stati Indipendenti (CSI).
Come in molte ex repubbliche sovietiche, dopo che il Kirghizistan ha riacquistato l'indipendenza nell'agosto 1991, molti individui, organizzazioni e partiti politici hanno cercato di ristabilire (e, in una certa misura, di creare da zero) un'identità culturale nazionale kirghisa; che spesso includeva una reazione contro i russi.
Nel 1993, le accuse di corruzione contro i più stretti collaboratori politici di Akayev scoppiarono in un grande scandalo. Uno degli accusati fu il Primo Ministro Chyngyshev, che fu licenziato per motivi etici a dicembre. In seguito al licenziamento di Chyngyshev, Akayev licenziò il governo invitando l'ultimo premier comunista, Apas Djumagulov, a formarne uno nuovo. Nel gennaio 1994, Akayev ha avviato un referendum per chiedere un nuovo mandato per completare il suo mandato. Ha ricevuto il 96,2% dei voti.
Una nuova costituzione è stata approvata dal parlamento nel maggio 1993 e la Repubblica del Kirghizistan è stata ribattezzata Repubblica del Kirghizistan. Nel 1994, tuttavia, il parlamento non è riuscito a produrre un quorum per l'ultima sessione prevista prima della scadenza del suo mandato nel febbraio 1995. Il presidente Akayev è stato ampiamente accusato di aver manipolato un boicottaggio da parte della maggioranza dei parlamentari. Akayev, a sua volta, ha affermato che i comunisti avevano causato una crisi politica impedendo al legislatore di svolgere il proprio ruolo. Akayev ha programmato un referendum dell'ottobre 1994, approvato in modo schiacciante dagli elettori, che ha proposto due emendamenti alla costituzione — uno che avrebbe permesso di modificare la costituzione mediante un referendum e l'altro che ha creato un nuovo parlamento bicamerale chiamato Jogorku Kenesh .
Le elezioni per le due camere legislative - un'assemblea a tempo pieno di 35 seggi e un'assemblea a tempo parziale di 70 seggi - furono tenute nel febbraio 1995 dopo delle elezioni giudicate straordinariamente libere e aperte dalla maggior parte degli osservatori internazionali, sebbene il procedimento elettorale fosse segnato da irregolarità diffuse. I candidati indipendenti hanno vinto nella maggior parte dei seggi, suggerendo che le personalità avevano prevalso sulle ideologie. Il nuovo parlamento convocò la sua sessione iniziale nel marzo 1995. Uno dei suoi primi ordini era l'approvazione del linguaggio costituzionale preciso sul ruolo del legislatore.
Il 24 dicembre 1995, il presidente Akayev è stato rieletto per un altro mandato di 5 anni con ampio sostegno (75% dei voti) su due candidati avversari. Ha usato le risorse del governo e i media di proprietà statale per realizzare la sua campagna. Tre (su sei) candidati sono stati esclusi poco prima delle elezioni.
Un referendum del febbraio 1996 - in violazione della costituzione e della legge sui referendum - ha modificato la costituzione per dare più potere al presidente Akayev. Sebbene i cambiamenti abbiano dato al presidente il potere di sciogliere il parlamento, ha anche definito più chiaramente i poteri dello stesso. Da quel momento, il parlamento ha dimostrato una reale indipendenza dal ramo esecutivo.
Un referendum dell'ottobre 1998 ha approvato le modifiche costituzionali, tra cui l'aumento del numero dei deputati nella camera bassa, la riduzione del numero dei deputati nella camera alta, prevedendo che il 25% dei deputati della camera bassa sia eletto dagli elenchi dei partiti, annullando l'immunità parlamentare, introducendo la proprietà privata, che vieta l'adozione di leggi che limitano la libertà di parola e dei mass media e la riforma del bilancio statale.
Due tornate di elezioni parlamentari si sono svolte il 20 febbraio 2000 e il 12 marzo 2000. L'Organizzazione per la sicurezza e la cooperazione in Europa ( OSCE ) ha riferito che le elezioni non hanno rispettato gli impegni per elezioni libere ed eque e quindi non sono state valide. I discutibili procedimenti giudiziari contro candidati e i partiti dell'opposizione limitavano la scelta dei candidati disponibili per gli elettori kirghisi, mentre i media controllati dallo stato riportavano solo candidati favorevoli al presidente. I funzionari del governo hanno esercitato pressioni sui media indipendenti che favorivano l'opposizione. Anche le elezioni presidenziali che seguirono nel 2000 furono guastate da irregolarità e non furono dichiarate libere ed eque dagli osservatori internazionali. Nel dicembre 2001, con un emendamento costituzionale, la lingua russa ottenne lo status ufficiale.
L'OSCE ha riscontrato che le elezioni parlamentari tenutesi il 27 febbraio e il 13 marzo 2005 non hanno rispettato gli impegni per elezioni libere ed eque, tuttavia ci sono stati miglioramenti rispetto alle elezioni del 2000, in particolare l'uso di inchiostro indelebile, urne trasparenti e un accesso generalmente buono dagli osservatori elettorali.

## La rivoluzione dei tulipani: 2005
Le proteste sporadiche contro la manipolazione percepita e la frode durante le elezioni del 27 febbraio 2005, sono scoppiate in diffuse richieste di dimissioni da parte del governo, iniziate nelle province meridionali. Il 24 marzo, 15.000 manifestanti a Bishkek a favore dell'opposizione hanno chiesto le dimissioni del presidente e del suo regime. I manifestanti hanno sequestrato l'edificio governativo principale e Akayev è fuggito in fretta dal paese, prima nel vicino Kazakistan e poi a Mosca . Inizialmente rifiutando di dimettersi e denunciando gli eventi come un colpo di Stato, successivamente si è dimesso dal suo incarico il 4 aprile.

## Presidenza di Bakiyev: 2005-2010
Kurmanbek Bakiev ha vinto il voto del 10 luglio per le elezioni presidenziali con l'89% dei voti con un'affluenza del 53%. Il mandato di Bakiyev fu rovinato dall'assassinio di numerosi politici di spicco, rivolte nelle prigioni, mali economici e battaglie per il controllo degli affari redditizi. Nel 2006, Bakiyev ha affrontato una crisi politica mentre migliaia di persone hanno partecipato a una serie di proteste a Bishkek. È stato accusato di non aver rispettato le sue promesse di limitare il potere presidenziale, di dare maggiore autorità al parlamento e al primo ministro e di sradicare la corruzione e il crimine. Bakiyev ha affermato che l'opposizione stava pianificando un colpo di Stato contro di lui.
Nell'aprile 2007, l'opposizione ha manifestato chiedendo le dimissioni di Bakiyev, con una grande protesta che iniziò l'11 aprile a Bishkek. Bakiyev ha firmato emendamenti costituzionali per ridurre il proprio potere il 10 aprile, ma la protesta è andata avanti, con i manifestanti che hanno dichiarato che sarebbero rimasti fino alle dimissioni. Gli scontri sono scoppiati tra manifestanti e polizia il 19 aprile, dopo di che sono terminate le proteste.
Bakiyev è stato rieletto alle elezioni presidenziali del 2009. Dopo la rielezione, alcune persone in Kirghizistan hanno affermato che avrebbe affrontato le riforme politiche ed economiche. Altri erano scettici. Il quotidiano Eurasian Monitor ha scritto il 10 settembre che il suo stile assomigliava ad altri leader come Vladimir Putin e Nursultan Nazarbayev . Tuttavia, gli mancavano le risorse e il paese era preoccupato per il rischio di rinnovate carenze di energia e blackout come nell'inverno 2008-2009.
Durante l'inverno del 2010 il Kirghizistan ha sofferto di continui blackout e interruzioni che si sono verificati regolarmente mentre i prezzi dell'energia sono aumentati.

## Rivoluzione del 2010

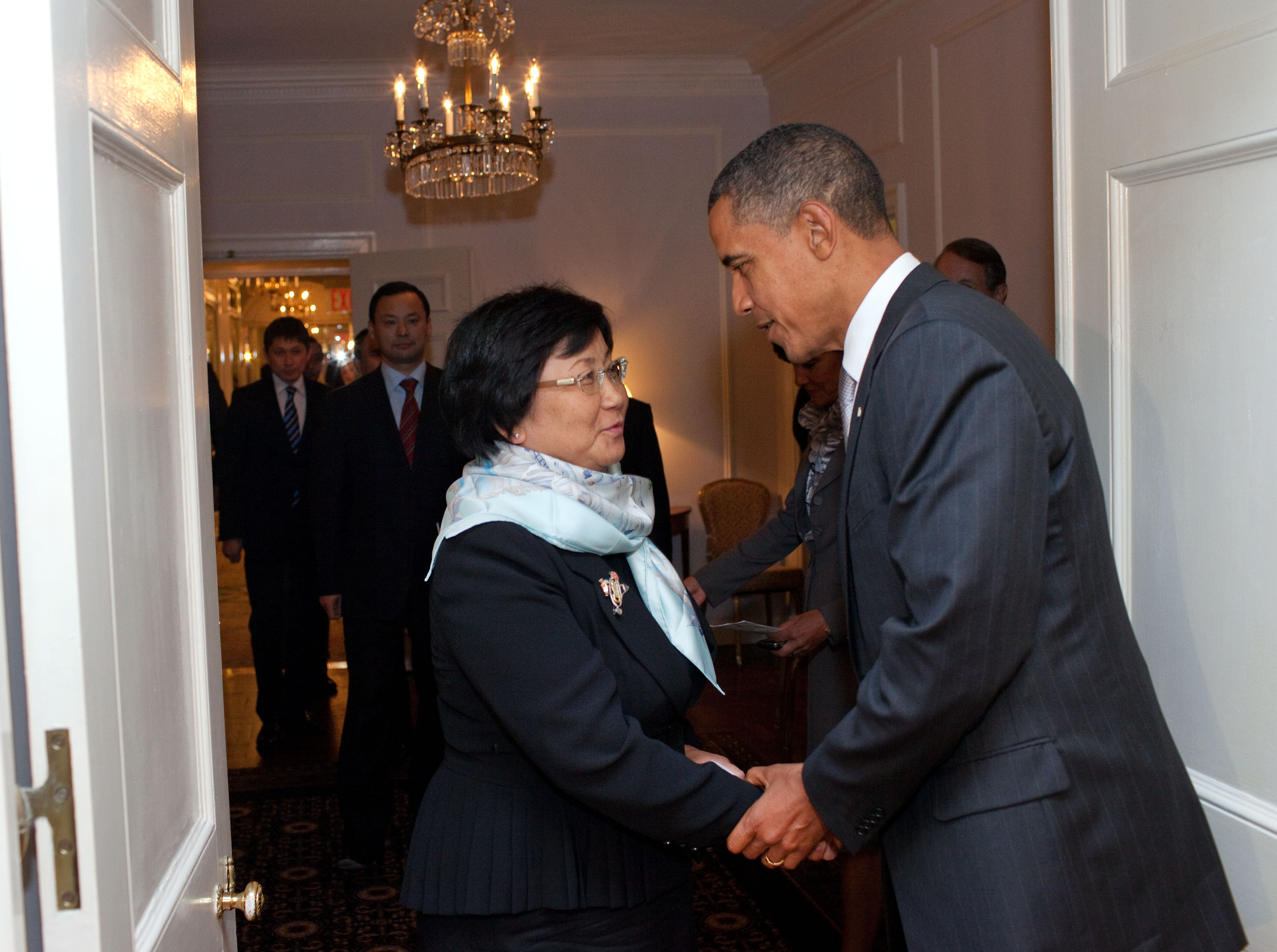
Il presidente Obama saluta la presidente del Kirghizistan Otunbaeva

L'arresto di una figura dell'opposizione il 6 aprile 2010 nella città di Talas ha portato alla protesta i sostenitori dell'opposizione. I manifestanti hanno preso il controllo di un edificio governativo, chiedendo un nuovo governo. Fu quindi inviata da Biškek la polizia in tenuta antisommossa che riuscì a riprendere temporaneamente il controllo dell'edificio. Lo stesso giorno furono arrestate diverse altre figure dell'opposizione, mentre il governo dichiarò di aver ripreso il controllo della situazione. Il giorno seguente, tuttavia, centinaia di sostenitori dell'opposizione si radunarono a Biškek e marciarono nei quartieri generali del governo. Il personale di sicurezza tentò di disperdere i manifestanti con l'uso di granate stordenti e proiettili al costo di decine di vite. Le proteste continuarono, provocando la fuga del presidente Bakiyev nella sua roccaforte meridionale di Jalalabad e la liberazione, lo stesso giorno delle figure di spicco di opposizione arrestate. Fu formato un nuovo governo sotto il leader dell'opposizione Roza Otunbaeva, mentre Bakiyev rimase per diversi giorni nel Kirghizistan meridionale, prima di fuggire in Bielorussia, dove gli fu concesso l'asilo dal presidente Lukashenko . Il nuovo governo provvisorio ha tenuto consultazioni su una nuova costituzione, intesa ad aumentare i poteri del parlamento e ridurre quelli del presidente. Il 27 giugno 2010 si è tenuto un referendum sul documento, approvato da oltre il 90% degli elettori, con un'affluenza del 72%. Le elezioni si sono svolte successivamente il 10 ottobre 2010. Queste elezioni hanno portato cinque partiti a raggiungere la soglia del 5% necessaria per entrare in parlamento.

## Presidenza di Atambayev: dal 2011 al 2017
Almazbek Atambaev si candidò nel 2011 per succedere a Roza Otunbaeva come Presidente del Kirghizistan. Il giorno delle elezioni, il 30 ottobre 2011, vinse nettamente, sconfiggendo Adakhan Madumarov dal partito Butun Kirghizistan e Kamchybek Tashiev dal partito Ata-Zhurt con il 63% dei voti e con circa il 60% del diritto alla popolazione kirghisa ammissibile.

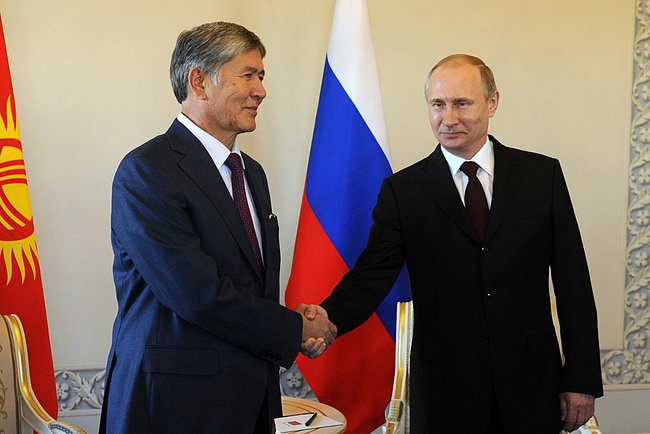
Almazbek Atambaev con il presidente della Russia Vladimir Putin il 16 marzo 2015

Nel 2011, subito dopo essere diventato presidente, Atambayev si è recato in Turchia e ha firmato un accordo con il presidente turco accettando di aumentare gli scambi da $ 300 milioni nel 2011 a $ 1 miliardo entro il 2015, con la Turchia accetta anche di attrarre investimenti turchi in Kirghizistan per un importo di $ 450 milioni entro i prossimi anni.
Atambayev si è più volte presentato come un politico filo-russo. Sostenendo positivamente l'adesione del Kirghizistan all'Unione doganale eurasiatica a guida russa e ha assicurato il ritiro della base militare americana dal paese nel 2014. Ha parlato della necessità di strette relazioni economiche con la Russia, che impiega temporaneamente circa 500.000 cittadini del Kyrgyzstan; tuttavia, ha anche espresso il desiderio di ottenere una maggiore indipendenza economica ed energetica.

## Presidenza di Jeenbekov: dal 2017 ad oggi

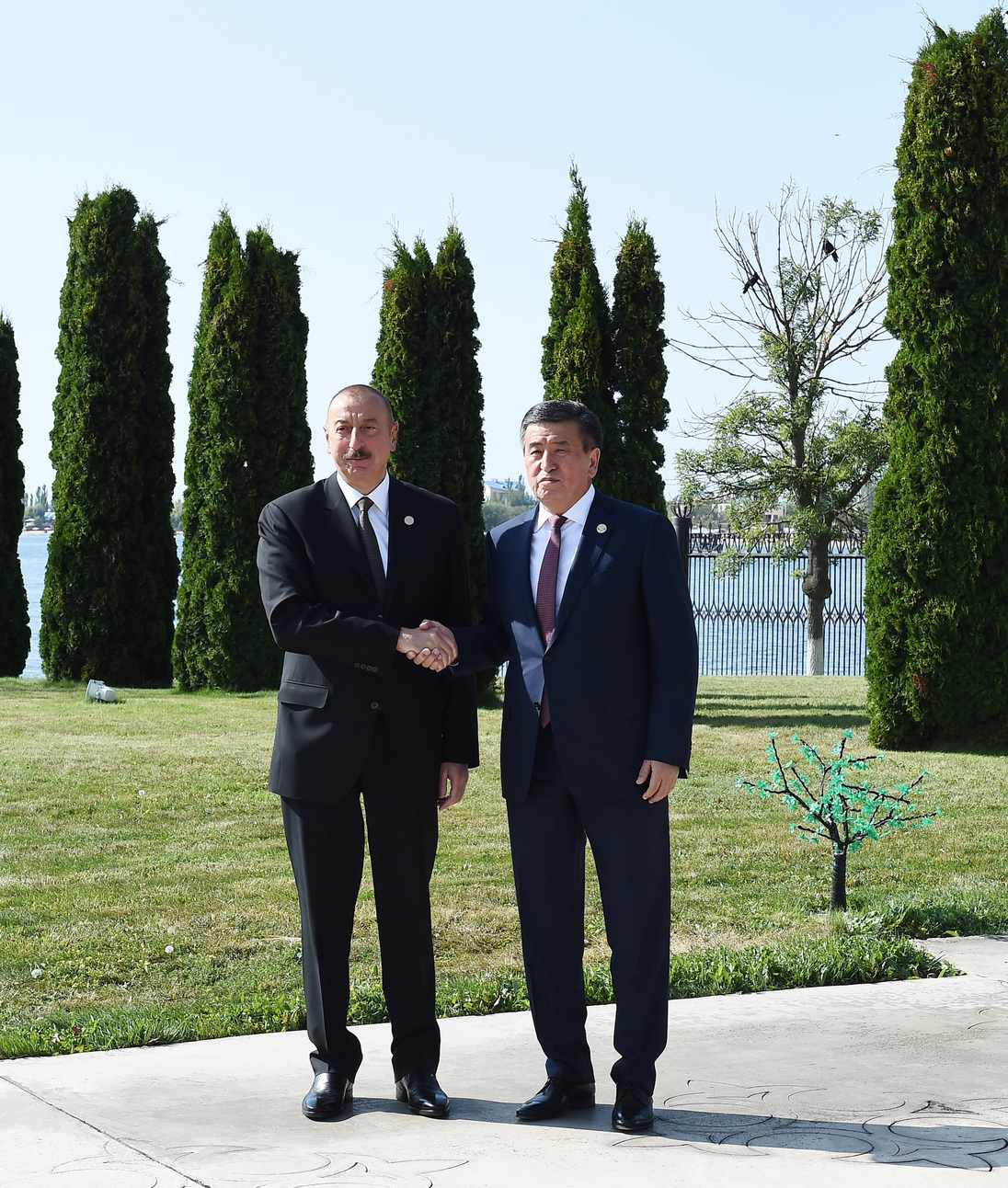
Jeenbekov con il presidente azero Ilham Aliyev

Sooronbay Jeenbekov ha prestato giuramento come presidente il 24 novembre 2017 presso l'Ala Archa. Nelle ore trascorse dall'assunzione dell'incarico, ha emesso il suo primo decreto per conferire il titolo di Eroe della Repubblica del Kirghizistan al suo predecessore. Il maggio successivo, ha condotto la sua prima visita all'estero in Russia, dove ha incontrato Vladimir Putin . Nell'aprile 2018, Jeenbekov ha licenziato il Primo Ministro Sapar Isakov e tutto il suo governo a seguito di un voto di sfiducia da parte del Consiglio Supremo.
Nel suo primo anno, Jeenbekov ha partecipato a 30 incontri internazionali, dove ha firmato un totale di 77 accordi bilaterali e 414 documenti multilaterali. Nello stesso anno, ordinò al ministero degli Esteri di stabilire relazioni diplomatiche con quattro paesi stranieri. Il progetto di un nuovo accordo di cooperazione con gli Stati Uniti è attualmente in fase di riconciliazione.
Da quando Jeenbekov ha preso il potere, ha avuto una relazione un po' 'contraddittoria con l'ex presidente Atambayev, che ha fortemente appoggiato Jeenbekov contro il suo avversario Өmürbek Babanov durante le elezioni del 2017, riferendosi persino a confrontarsi come "fratello maggiore" con Jeenbekov quando si riferiva alla loro relazione. Ciononostante, tra i due politici è cresciuta una spaccatura quando Atambayev è diventato più coinvolto nella politica, fino a diventare Presidente del Partito socialdemocratico del Kirghizistan, di cui Jeenbekov è membro. Mentre in questo caso, ha criticato Jeenbekov per la sua gestione dei numerosi contrasti e emergenze statali, tra cui il fallimento della centrale elettrica di Bishkek e il suo rifiuto di costringere suo fratello a dimettersi dal parlamento. All'inizio di aprile 2018, Jeenbekov ha licenziato due alti funzionari del Comitato di Stato per la sicurezza nazionale (GKNB) che sono considerati vicini ad Atambayev, il che è stato visto come un colpo apparente ad Atambayev e al suo ex governo. Jeenbekov ha in molte occasioni accusato Atambayev di aver tentato indirettamente di influenzare la sua presidenza, dicendo nel novembre 2018 d’aver tentato di trasformarlo in "un burattinaio attraverso terze persone" A fronte delle accuse, gli nega qualsiasi tipo di rivalità con l'ex presidente, affermando il mese successivo che egli "non considera nessuno un rivale".